# 가베 (영화)
《가베》(Gabbeh)는 이란에서 제작된 모흐센 마흐말바프 감독의 1996년 영화이다. 아바스 사야 등이 주연으로 출연하였고 Khalil Mahmoudi 등이 제작에 참여하였다. 1996년 칸 영화제의 주목할 만한 시선 부문에서 상영되었다. 제70회 아카데미상의 외국어 영화상 부문에 이란 자격으로 선정되었으나 후보로 지명되지는 못했다.